# Louise Prisse

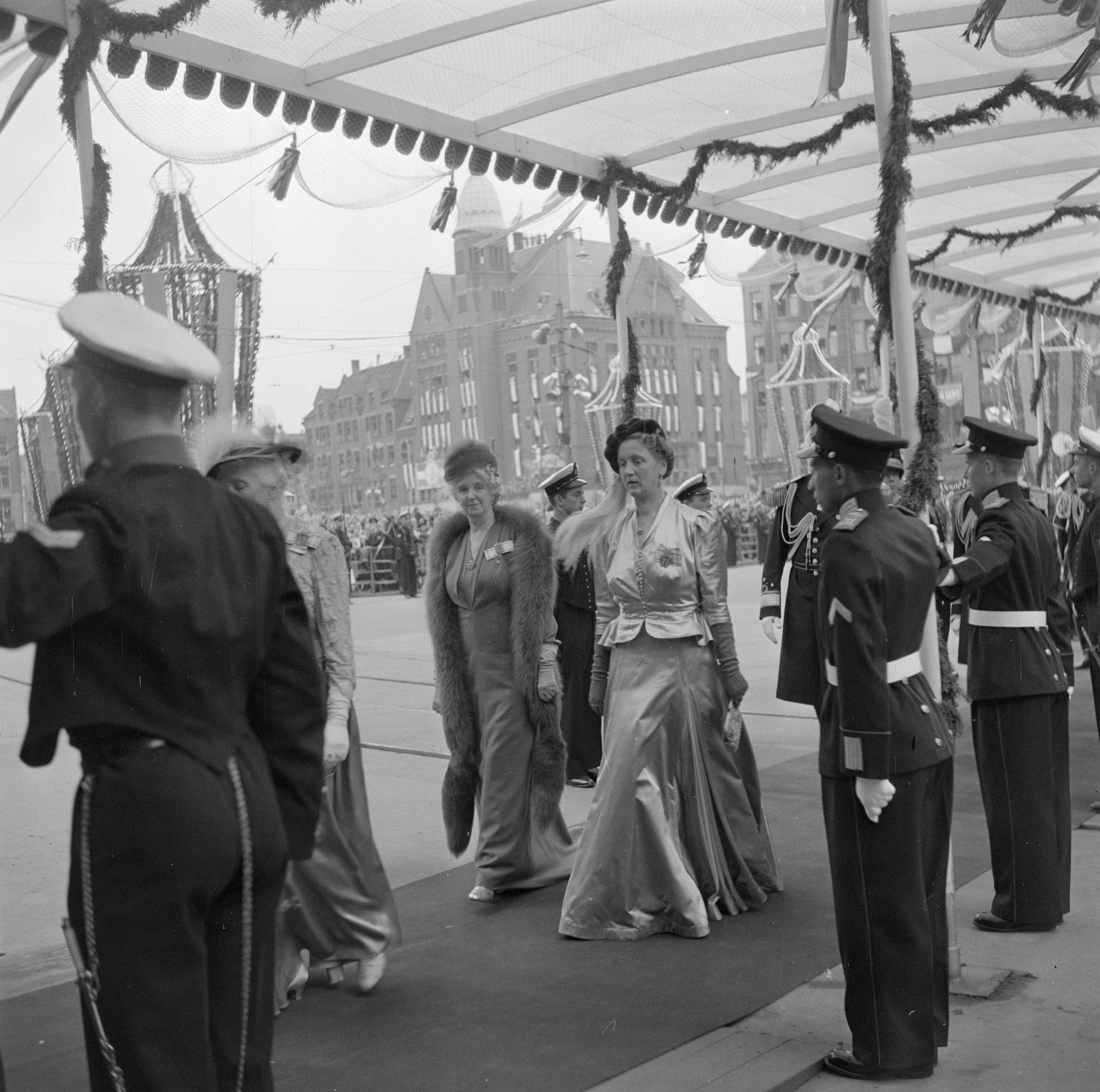
Jkvr. Louise Odilie Prisse en jkvr. C.E.B. Röell (hofdame, rechts) (1948)

Jkvr. Louise Odilie Prisse (Sint-Niklaas-Waas, 10 augustus 1889 — Doorn, 18 januari 1985) was dame du palais en hofdame van koningin Wilhelmina in Londen.

## Biografie
Prisse was een lid van het Belgische geslacht Prisse en een dochter van de Belgische Edouard Pierre baron Prisse (1851-1936) en de Nederlandse Cornelie Wilhelmine gravin van Limburg Stirum (1857-1944). Ze trouwde in 1915 met Willem Bartholomeus Jan Verbrugge, heer van 's-Gravendeel en Leerambacht (1889-1988), lid van de patriciaatsfamilie Verbrugge en legatiesecretaris, uit welk huwelijk in 1919 een zoon was geboren die in de Tweede Wereldoorlog in Londen Nederlands soldaat was. Toen Wilhelmina in 1940 naar Londen vertrok om daar de oorlogsjaren door te brengen, werd Verbrugge haar hofdame. De verhouding was aanvankelijk wat stroef tussen de koningin en de hofdame waardoor zij tijdelijk haar functie verloor, maar later opnieuw werd aangenomen. Wilhelmina vond haar nogal bazig en vond haar te Belgisch: "Er zijn kronkels in der hersens waardoor deze wonderlijk werken op een oogenblik dat Nederlandsche hersens er niet op bedacht zijn". In haar functie ontmoette Verbrugge ook verschillende Engelandvaarders.